# Fonction d'erreur
Pour les articles homonymes, voir Fonction, Erreur et erf.

Construction de la fonction d'erreur réelle.

En mathématiques, la  fonction d'erreur  (aussi appelée fonction d'erreur de Gauss) est une fonction entière utilisée en analyse. Cette fonction se note erf et fait partie des fonctions spéciales. Elle est définie par :

La fonction erf intervient régulièrement dans le domaine des probabilités et statistiques, ainsi que dans les problèmes de diffusion (de la chaleur ou de la matière).

## Intérêt de cette fonction

### Probabilités et statistiques
La probabilité pour qu'une variable normale centrée réduite X prenne une valeur dans l'intervalle [–z, z] est :
La fonction de répartition de X, ou fonction de répartition de la loi normale, usuellement notée Φ, est liée à la fonction d'erreur erf, par la relation :
ou bien encore :

### Problèmes de diffusion
La fonction d'erreur intervient dans l'expression des solutions de l'équation de la chaleur ou de l'équation de la diffusion, par exemple quand les conditions initiales sont données par la fonction de Heaviside.
Considérons notamment un demi-espace x ≥ 0 occupé par un solide de diffusivité thermique κ et de température initialement uniforme T1. Si à l'instant t = 0 sa frontière x = 0 est portée puis maintenue à la température T2, la température T(x,t) à tout instant t > 0 et en tout point x > 0 est donnée par :

## Calcul numérique
L'intégrale ne peut être obtenue à partir d'une formule fermée mais par un développement en série entière (de rayon de convergence infini) intégré termes à termes,
Il existe des tables donnant des valeurs des intégrales, comme fonctions de z, mais aujourd'hui, la plupart des logiciels de calcul numérique (tableurs, Scilab) ou de calcul formel (comme Maple ou MuPAD) intègrent une routine de calcul de erf(x) et de sa bijection réciproque, inverf(x), encore plus utile en calcul de probabilités.
Toutefois, les approximations suivantes peuvent être utiles :
- En {\displaystyle v(0),\quad \operatorname {erf} (x)={\frac {2}{\sqrt {\pi }}}\mathrm {e} ^{-x^{2}}\left(x+{\frac {2}{3}}\,x^{3}+{\frac {4}{15}}\,x^{5}\right)+o(x^{6}\,\mathrm {e} ^{-x^{2}})} (avec une erreur inférieure à 6 × 10–4 pour x < 0,5)
- En {\displaystyle v(+\infty ),\quad \operatorname {erf} (x)=1-\mathrm {e} ^{-x^{2}}{\frac {1}{\sqrt {\pi }}}.\left({\frac {1}{x}}-{\frac {1}{2x^{3}}}+{\frac {3}{4x^{5}}}-{\frac {15}{8x^{7}}}\right)+o(x^{-8}\mathrm {e} ^{-x^{2}})} (avec une erreur inférieure à 2 × 10–4 pour x > 1,75)
- Pour {\displaystyle x>0,\quad {\sqrt {1-\mathrm {e} ^{-x^{2}}}}\leq \operatorname {erf} (x)\leq {\sqrt {1-\mathrm {e} ^{-4x^{2}/\pi }}}}

(encadrement proposé par J. T. Chu, 1955 ; la borne supérieure approche partout la fonction erf à moins de 7 × 10−3 près).
- Pour {\displaystyle x>0,\quad \operatorname {erf} (x)\simeq 1-\mathrm {e} ^{-1,9x^{1,3}}}

(approximation proposée par E. Robert, 1996 ; Elle approche partout la fonction erf à moins de 2,2 × 10−2 près. L'approximation s'améliore pour être inférieure à 10−2 pour {\displaystyle x\geq 1}).
- La fonction {\displaystyle x\mapsto \operatorname {erf} (x)\times \mathrm {e} ^{x^{2}}} est la solution de l'équation différentielle {\displaystyle y''-2x\,y'-2y=0} valant 0 en 0 et de dérivée {\displaystyle {\frac {2}{\sqrt {\pi }}}} en 0.

## Extensions
Il arrive que la fonction plus générale {\displaystyle E_{n}} définie par :
{\displaystyle E_{n}(z)=n!\int _{0}^{z}\mathrm {e} ^{-\zeta ^{n}}\,\mathrm {d} \zeta }
soit utilisée et E2 est appelée erreur intégrale.
D'autres fonctions d'erreurs utilisées en analyse, notamment :
- La fonction d'erreur complémentaire notée erfc et définie par :

{\displaystyle \operatorname {erfc} (z)=1-\operatorname {erf} (z)={\frac {2}{\sqrt {\pi }}}\int _{z}^{\infty }\mathrm {e} ^{-\zeta ^{2}}\,\mathrm {d} \zeta }
- La fonction ierfc, (opposée de l') intégrale de la fonction d'erreur complémentaire erfc :

{\displaystyle \operatorname {ierfc} (z)={\frac {\mathrm {e} ^{-z^{2}}}{\sqrt {\pi }}}-z\cdot \operatorname {erfc} (z)}
- La fonction d'erreur imaginaire notée erfi est définie par[2] :

{\displaystyle \operatorname {erfi} (z)={\frac {\operatorname {erf} (\mathrm {i} z)}{\mathrm {i} }}={\frac {2}{\sqrt {\pi }}}\int _{0}^{z}\mathrm {e} ^{\zeta ^{2}}\,\mathrm {d} \zeta ={\frac {2}{\sqrt {\pi }}}\mathrm {e} ^{z^{2}}D(z)}
où D(z) désigne la fonction de Dawson. 
Elle n'est souvent définie que dans certains logiciels de calcul formel, tels que Mathematica et Maple. Elle peut néanmoins être décrite à l'aide d'un développement en série entière :
{\displaystyle \quad \operatorname {erfi} (z)={\frac {2}{\sqrt {\pi }}}\sum _{n=0}^{\infty }{\frac {1}{(2n+1)\times n!}}\,z^{2n+1}={\frac {2}{\sqrt {\pi }}}\left(z+{\frac {z^{3}}{3}}+{\frac {z^{5}}{10}}+{\frac {z^{7}}{42}}+...\right).}
- La fonction de Faddeeva est définie par :

{\displaystyle w(z):=\mathrm {e} ^{-z^{2}}\operatorname {erfc} (-\mathrm {i} z)=\operatorname {erfcx} (-\mathrm {i} z)=\mathrm {e} ^{-z^{2}}\left(1+{\frac {2\mathrm {i} }{\sqrt {\pi }}}\int _{0}^{z}\mathrm {e} ^{t^{2}}{\text{d}}t\right).}

## Fonction réciproque

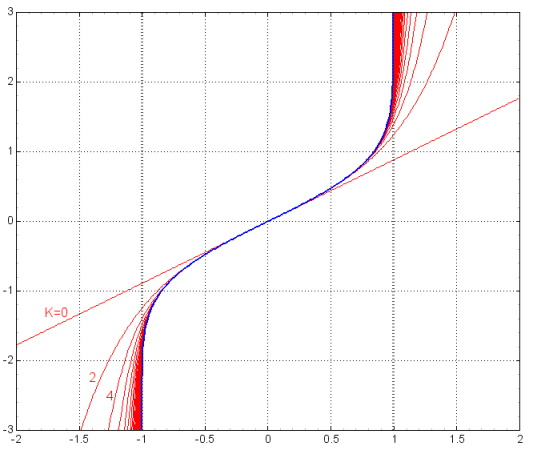
Approximations de la fonction d'erreur réciproque (somme jusqu'à k = K).

La fonction d'erreur réciproque intervient parfois dans des formules statistiques. Elle peut être décrite à l'aide d'un développement en série :
{\displaystyle \operatorname {erf} ^{-1}(z)=\sum _{k=0}^{\infty }{\frac {c_{k}}{2k+1}}\left({\frac {\sqrt {\pi }}{2}}z\right)^{2k+1}}
où {\displaystyle c_{0}=1} et
{\displaystyle c_{k}=\sum _{m=0}^{k-1}{\frac {c_{m}c_{k-1-m}}{(m+1)(2m+1)}}=\left\{1,1,{\frac {7}{6}},{\frac {127}{90}},\ldots \right\}}
On obtient le développement suivant :
{\displaystyle \operatorname {erf} ^{-1}(z)={\frac {1}{2}}{\sqrt {\pi }}\left(z+{\frac {\pi }{12}}z^{3}+{\frac {7\pi ^{2}}{480}}z^{5}+{\frac {127\pi ^{3}}{40320}}z^{7}+{\frac {4369\pi ^{4}}{5806080}}z^{9}+{\frac {34807\pi ^{5}}{182476800}}z^{11}+\cdots \right)}
(le rayon de convergence de cette série valant 1, elle ne donne de bonnes valeurs approchées que pour |z|<1/2 par exemple).

## Quelques implémentations
{\displaystyle \operatorname {erf} } est présente nativement dans plusieurs langages comme C++ (C++ 2011 Standard) et Fortran 2008.